# خورشیدگرفتگی ۲۰ ژوئیه ۱۹۸۲
خورشیدگرفتگی ۲۰ ژوئیه ۱۹۸۲ (به انگلیسی: Solar eclipse of July 20, 1982) یک خورشیدگرفتگی از نوع خورشیدگرفتگی جزئی است. این خورشیدگرفتگی در تاریخ ۲۰ ژوئیه ۱۹۸۲ میلادی (‎۲۹ تیر ۱۳۶۱ خورشیدی) روی داد که زمان اوج آن، ساعت ۱۸:۴۴:۴۴ به‌وقت ساعت هماهنگ جهانی بوده‌است.